# Ismael Irurzun
Ismael Marchal Razquín (Pamplona, España, 21 de marzo de 1975), conocido como Irurzun, es un exfutbolista español que jugaba como delantero. Su nombre futbolístico era Irurzun, en honor a su abuela. Se formó en las categorías inferiores del Real Madrid C. F., equipo con el que llegó a debutar en Primera División el día 10 de noviembre de 1996 ante el C. D. Logroñés en el estadio Santiago Bernabéu. Disputó tres encuentros amistosos con la selección de fútbol de Navarra.

## Clubes
| Club                        | País   | Año       |
| --------------------------- | ------ | --------- |
| Real Madrid C. F. "C"       | España | 1994-1996 |
| Real Madrid C. F. "B"       | España | 1996-1998 |
| Málaga C. F.                | España | 1998-1999 |
| C. A. Osasuna               | España | 1999-2000 |
| Málaga C. F.                | España | 2000-2001 |
| Racing Club de Ferrol       | España | 2001-2002 |
| Real Sporting de Gijón      | España | 2002-2005 |
| Club Gimnàstic de Tarragona | España | 2005-2007 |
| S. D. Ponferradina          | España | 2007-2009 |
| U. D. Mutilvera             | España | 2009-2010 |